# Fass (Einheit, Trier)
Das Maß Fass war im preußischen Trier ein Volumenmaß. Es war vorrangig ein Kohlenmaß.
- 1 Fass =  7 33/40 Pariser Kubikfuß (7,825) = 0,268 Kubikmeter